# Wladislaw Gennadjewitsch Juschakow
Wladislaw Gennadjewitsch Juschakow (russisch Владисла́в Генна́дьевич Южако́в, englisch Vladislav Yuzhakov; * 25. Januar 1986 in Tschussowoi) ist ein russischer Rennrodler.

## Werdegang
Wladislaw Juschakow ist seit 1997 Rennrodler. Mit seinem Partner Wladimir Machnutin startet der Student seit der Saison 2006/07 im Weltcup. In der Gesamtwertung erreichten sie den 19. Rang, bestes Einzelergebnis war Rang zwölf in Sigulda. Im ersten Rennen der Saison 2007/08 wurden sie 13. Am Ende der Saison belegten sie Rang 15 der Weltcup-Gesamtwertung.
Die Saison 2009/10 beendete Juschakow mit seinem Partner auf dem 14. Platz der Gesamtwertung. Diese Platzierung erreichten beide auch bei den Rennrodel-Europameisterschaften 2010 in Sigulda. Im folgenden Jahr konnten sich beide deutlich steigern und wurden Achte in der Gesamtwertung. Bei den Rennrodel-Weltmeisterschaften 2011 in Cesana Pariol verpassten sie knapp die Medaillenränge und wurden am Ende Vierte. Die folgende Saison 2011/12 beendeten Juschakow und Machnutin auf Rang sechs der Gesamtwertung, bevor beide bei den Rennrodel-Weltmeisterschaften 2012 in Altenberg Fünfte wurden und mit der Team-Staffel die Silbermedaille gewannen. Kurz darauf gewannen sie mit der Teamstaffel bei den Rennrodel-Europameisterschaften 2012 in Paramonowo die Goldmedaille.
Die Saison 2012/13 endete mit dem 11. Platz der Gesamtwertung. Bei den Rennrodel-Weltmeisterschaften 2013 in Whistler landeten beide auf dem achten Platz. Kurze Zeit später bei den Rennrodel-Europameisterschaften 2013 in Oberhof wurden beide Zehnte und gewannen mit der Teamstaffel Bronze.
In der Saison 2014/15 war nicht mehr Machnutin, sondern Wladimir Prochorow Juschakows Doppelpartner. Dabei erreichten sie Platz 6 der Gesamtwertung. Während der folgenden Saison wechselte Juschakow erneut den Partner und fährt seitdem mit Juri Prochorow. Zum größten Erfolg des Doppels und zugleich in Juschakows Karriere wurde der Gewinn des Teamstaffel-Titels an der Seite von Tatjana Iwanowa und Semjon Pawlitschenko bei den Rennrodel-Weltmeisterschaften 2019 in Winterberg.

## Erfolge

### Weltcupsiege
Teamstaffel
| Nr. | Datum         | Ort       | Bahn                                 |
| --- | ------------- | --------- | ------------------------------------ |
| 1.  | 20. Feb. 2011 | Sigulda   | Rennrodel- und Bobbahn Sigulda       |
| 2.  | 9. Jan. 2014  | Altenberg | Rennschlitten- und Bobbahn Altenberg |
| 3.  | 15. Jan. 2017 | Sigulda   | Rennrodel- und Bobbahn Sigulda       |